# 演歌春秋
演歌春秋（えんかしゅんじゅう）は、RSK山陽放送（RSKラジオ）で放送されているローカルラジオ番組。

## 出演者
1984年4月9日に「森脇えいじの演歌春秋」としてスタート。
2000年3月27日放送分で森脇えいじが卒業し、同年4月3日放送分から山県章宏に交代。「ガタさんの演歌春秋」が正式タイトルとなり、「川の流れのように」(インスト)が番組のオープニング・エンディングテーマ曲となる。
2009年から中尾俊直に交代。「演歌春秋」が正式タイトルとなる。オープニング・エンディングテーマの変更はなし。

## 概要
- タイトルの通り新旧の演歌専門を扱っている。
- 放送曜日時間は時期によって何度か変更があり、番組開始当初は月曜日の19:00から20:00までの放送だった。森脇えいじ時代はナイターオフ編成で平日21時台の帯番組として、森脇えいじを含めたRSKアナウンサーが日替わりでパーソナリティを担当した年度もある。現在は月曜日の20:00から22:00までの生放送である。
- 山県章宏時代は毎月最終週にオリコンの演歌チャートを1位から順に紹介していた。
- 演歌・歌謡曲に携わった歌手・作詞・作曲家が亡くなった際には功績を称えてその人の代表曲を紹介する企画がある。
- お便り・リクエストは長年、郵送とFAXのみの受け付けだったが、2019年11月11日放送分の後半(21時台)冒頭で番組あてのメールアドレスを発表し、メールでの受け付けを開始した。
- 中尾俊直にバトンタッチしてからは番組内で放送回数をカウントするようになったが、森脇えいじ時代は含まれていない。だがその回数も放送のたびに自らノートにメモしていた山県章宏のミスで40回もサバを読んでいたことが2009年10月19日の放送で明らかになった。
- 森脇えいじ時代、年度によってはナイターオフ編成で番組が平日21時台の帯番組として編成され、森脇えいじも含めた当時のRSKアナウンサーが日替りで担当したため、ナイターオフ期間限定の森脇えいじ以外の担当回を森脇時代の番組の放送回数としてカウントするかどうかが曖昧になってしまったため、番組内での放送回数のカウントは山県章宏時代の初回にあたる2000年4月3日放送分からとなる。
- 2019年9月9日の放送で山県章宏時代からの放送回数は1000回を達成した。